# ポリカオス・ドゥビウム
ポリカオス・ドゥビウム (Polychaos dubium) は、淡水生のアメーボゾアの1種。原生生物としては大型で、他のアメーボゾアと同様に、仮足と呼ばれる一時的な突起物によって動く。既知の生物の中で最大のゲノムを持っていると報じられているが、現代の生物学においてその信憑性はほぼ皆無である。
かつてはアメーバ属に含まれていたが、記載者は後に、ポリカオス属を新設してその模式種とした。アメーバ属と異なる点として、仮足に縦の隆起を欠くことが挙げられる。

## 形態
少数の特徴が、ポリカオス・ドゥビウムを他のポリカオス属から分けている。細胞質内を漂う結晶は、平たい双角錐、平板状や小板の集合体等の形を取る。細胞核は楕円体で、膜に顆粒が付着しており、エンドソームを持たない。細胞は通常多足で、細胞質の内質と外質は透明である。速く移動する際には単足になるが、通常は平均して12の仮足を出す。
既知の生物で最大の6700億塩基対のDNAからなるゲノムを持つ。これは、ヒトゲノムの200倍以上であるが、この測定値は現代的な手法によって算出されたものではないため、注意して扱う必要がある。

## 生態・分布
淡水に生息し、藻類等を食べる。北アメリカや北ヨーロッパで採集されている。

### 関連文献
- Leidy, Joseph (1878). “Amoeba proteus”. The American Naturalist 12 (4):  235-238. doi:10.1086/272082.